# Куяба (мікрорегіон)

Куяба на карті штату Мату-Гросу

Куяба (порт. Microrregião de Cuiabá) — мікрорегіон в Бразилії, входить в штат Мату-Гросу. Складова частина мезорегіону Південно-центральна частина штату Мату-Гросу. Населення становить 844 367 чоловік на 2006 рік. Займає площу 28 135,446 км². Густота населення — 30,0 чол./км².

## Склад мікрорегіону
До складу мікрорегіону включені наступні муніципалітети:
1. Шапада-дус-Гімарайнс
2. Куяба
3. Носа-Сеньора-ду-Лівраменту
4. Санту-Антоніу-ду-Левержер
5. Варзеа-Гранді

| Бразилія | Це незавершена стаття з географії Бразилії. Ви можете допомогти проєкту, виправивши або дописавши її. |